# Patriciado urbano
Patriciado urbano u oligarquía urbana son denominaciones historiográficas para el grupo social que se constituyó como clase dominante en las ciudades medievales de Europa Occidental, especialmente a partir de la Plena Edad Media, cuando el establecimiento de las rutas del comercio a larga distancia y las ferias enriqueció a los mercaderes y el auge de la producción artesanal elevó la condición social de los maestros de ciertos gremios. En segundo lugar, al ascenso social de la burguesía se sumó una transformación de la sociedad estamental: la ruralización de la nobleza, propia de la Antigüedad Tardía y la Alta Edad Media, dio paso a una nueva atracción que para muchas familias nobles (especialmente de la baja nobleza) ejercía la política municipal, a cuyos cargos públicos aspiraban.
Por último, la posibilidad de ennoblecimiento de los altos burgueses (especialmente a partir de la conciencia que toman las monarquías feudales de que para fortalecerse a sí mismas, el apoyo social de este grupo les es enormemente útil), posibilitó en algunos casos una verdadera mezcla de linajes antiguos y nuevos, y en todo caso, obligó a la redefinición del sistema político para tener en cuenta la voz y el voto de las ciudades en las nacientes instituciones parlamentarias (Cortes en los reinos cristianos de la península ibérica, Estados Generales en Francia, Parlamento inglés), que proporcionaban al patriciado urbano el mecanismo idóneo de expresión de sus intereses con un estatus paralelo, aunque no igual, al de los brazos eclesiástico y altonobiliario. Otro mecanismo de ascenso social fue el que permitía la Universidad medieval a través de las profesiones liberales, el clero y la naciente burocracia (los letrados y lo que en el Antiguo Régimen se denominará noblesse de robe). En otros casos (como en Italia y Alemania), no fue la evolución hacia el estado nacional, sino el éxito de la atomización política en ciudades estado (que también era un resultado del fracaso mutuo del Papa y el Emperador en su competencia por convertirse en poderes universales) lo que permitió el encumbramiento de familias como los Médici en Florencia y las que formaron la aristocracia de la Serenísima República de Venecia y de las ciudades hanseáticas.
En cualquiera de los casos, la supervivencia de la ciudad dependía de su constitución como un verdadero señorío colectivo sobre el campo circundante (alfoz o comunidad de villa y tierra en Castilla, contados en Italia).
La relación que tanto el grupo social del patriciado urbano, como la propia ciudad, tuvo con el desarrollo y crisis del modo de producción feudal y su transición al capitalismo es un asunto clave y polémico para la historia medieval y la historia moderna.